# Bain & Company
Bain & Company är ett amerikanskt multinationellt management consulting företag med huvudkontor i Boston, Massachusetts. Det är ett av de tre stora management konsultföretagen, tillsammans med Boston Consulting Group och McKinsey & Company. Bain & Company grundades 1973, och har idag 53 kontor i 34 länder.

## Bain & Company i Sverige
Bain & Company grundade sin svenska verksamhet 1994. Idag har man huvudkontoret på Birger Jarlsgatan 7 i Stockholm.